# Нагорный бульвар
Наго́рный бульва́р — небольшая улица в Юго-Западном административном округе города Москвы на территории района Котловка.

## История
Бульвар получил название по Нагорной улице, которую он пересекает.

## Расположение
Нагорный бульвар проходит от Севастопольского проспекта на юго-восток, пересекает Нагорную улицу и оканчивается, не доходя до реки Котловки. Участок бульвара, прилегающий к Севастопольскому проспекту, представляет собой две проезжие части, разделённые сквером, участок между сквером и Нагорной улицей — обычную улицу, участок между Нагорной улицей и рекой Котловкой — бульвар, разделяющий две проезжие части. Нумерация домов начинается от Севастопольского проспекта.

## Примечательные здания и сооружения
По нечётной стороне:
- д. 3 — библиотека № 166

По чётной стороне:

## Транспорт

### Наземный транспорт
По бульвару не проходят маршруты наземного общественного транспорта. У начала бульвара, на Севастопольском проспекте, расположена остановка автобусов м90, с918, н16 «Кинотеатр „Таллин“», на Нагорной улице, в месте пересечения с Нагорным бульваром, остановка автобусов с5, 926, 934, 944 «Нагорный бульвар» (для автобусов с5 и 934 это конечная остановка).

### Метро
- Станция метро «Нагорная» Серпуховско-Тимирязевской линии — восточнее бульвара, на Электролитном проезде
- Станция метро «Нахимовский проспект» Серпуховско-Тимирязевской линии — юго-восточнее бульвара, на пересечении Азовской улицы с Нахимовским проспектом и Фруктовой улицей